# Norwegische Fußballnationalmannschaft (U-19-Junioren)
Die norwegische Fußballnationalmannschaft der U-19-Junioren ist die Auswahl norwegischer Fußballspieler der Altersklasse U-19. Sie repräsentiert den Norges Fotballforbund auf internationaler Ebene, beispielsweise in Freundschaftsspielen gegen die Auswahlmannschaften anderer nationaler Verbände, aber auch bei der seit 2002 in dieser Altersklasse ausgetragenen Europameisterschaft. Die norwegische Mannschaft konnte sich viermal sportlich für die Endrunde qualifizieren und nahm bei der ersten Austragung als automatisch qualifizierter Gastgeber teil. Die K.o.-Runde konnte aber noch nicht erreicht werden. 2018 spielte die Mannschaft aber als Gruppendritter um den fünften Startplatz der europäischen Mannschaften bei der U-20-Fußball-Weltmeisterschaft 2019. Mit einem 3:0-Sieg gegen die Niederlande konnte sich die Mannschaft für die WM qualifizieren, wo sie als U-20 als Gruppendritter ausschied. 16-mal konnten sich die Norweger für die zweite bzw. Eliterunde der Qualifikation qualifizieren.

## Teilnahme an U-19-Europameisterschaften
- 2002: Gruppenphase
- 2003: Gruppenphase
- 2004: nicht qualifiziert (in der 2. Runde gescheitert)
- 2005: Gruppenphase
- 2006: nicht qualifiziert (als zweitschlechtester Gruppendritter die Eliterunde verpasst)
- 2007: nicht qualifiziert (in der Eliterunde gescheitert)
- 2008: nicht qualifiziert (in der Eliterunde gescheitert)
- 2009: nicht qualifiziert (in der Eliterunde gescheitert)
- 2010: nicht qualifiziert (in der Eliterunde gescheitert)
- 2011: nicht qualifiziert (in der Eliterunde gescheitert)
- 2012: nicht qualifiziert (in der Eliterunde gescheitert)
- 2013: nicht qualifiziert (in der Eliterunde gescheitert)
- 2014: nicht qualifiziert (in der Eliterunde gescheitert)
- 2015: nicht qualifiziert (in der Eliterunde gescheitert)
- 2016: nicht qualifiziert
- 2017: nicht qualifiziert (in der Eliterunde gescheitert)
- 2018: Fünfter (Erling Haaland bester Torschütze der Qualifikation)
- 2019: Gruppenphase
- 2020: Meisterschaft wegen COVID-19-Pandemie abgesagt (für die abgesagte Eliterunde qualifiziert)
- 2022: nicht qualifiziert (in der Eliterunde gescheitert)

| Bilanz      | Bilanz | Bilanz | Bilanz | Bilanz      | Bilanz | Bilanz    | Bilanz       |
| Runde       | Spiele | Siege  | Remis  | Niederlagen | Tore   | Gegentore | Tordifferenz |
| ----------- | ------ | ------ | ------ | ----------- | ------ | --------- | ------------ |
| 1. Runde    | 057    | 35     | 09     | 13          | 146    | 057       | 089          |
| Eliterunde  | 048    | 18     | 09     | 21          | 073    | 086       | −13          |
| Endrunde    | 015    | 03     | 04     | 08          | 016    | 027       | −11          |
| WM-Play-Off | 001    | 01     | 0      | 0           | 003    | 000       | 03           |
| Gesamt      | 121    | 57     | 22     | 42          | 238    | 170       | 068          |